# Krondotation
Krondotation ist die Gesamtheit der Einkünfte, welche ein Monarch und sein Haus aus Staatsmitteln beziehen.
Den Gegensatz bildet das Privatvermögen des Fürsten.
Die Krondotation besteht entweder aus:
- einer jährlichen Rente, welche aus der Staatskasse gezahlt wird,
- Einkünften die aus den Domänen ganz oder teilweise in die Hofkasse fließen, oder
- wie in Preußen, gewisse Vermögenskomplexe, die als Kronfideikommiss erklärt wurden, welche unveräußerlich sind, und deren Abwurf zur Krondotation gehört.

In Preußen wurde durch Gesetz vom 17. Januar 1820 eine jährliche Rente von 2.573.098 Thaler aus den Einkünften der Domänen und Forsten dem königlichen Haus angewiesen, welche durch Gesetz vom 30. April 1850 um jährlich 500.000 Thaler erhöht wurde. Das Gesetz vom 27. Jan. 1868, betreffend die Erhöhung der Krondotation, fügte eine weitere Rente von 1 Mio. Thaler aus der Staatskasse hinzu.
Außerdem sind bestimmte Schlösser nebst Zubehör der ausschließlichen Benutzung des Königs unter Übernahme der Unterhaltungslast auf den Kronfideikommissfonds vorbehalten.